# Jan Leenknegt

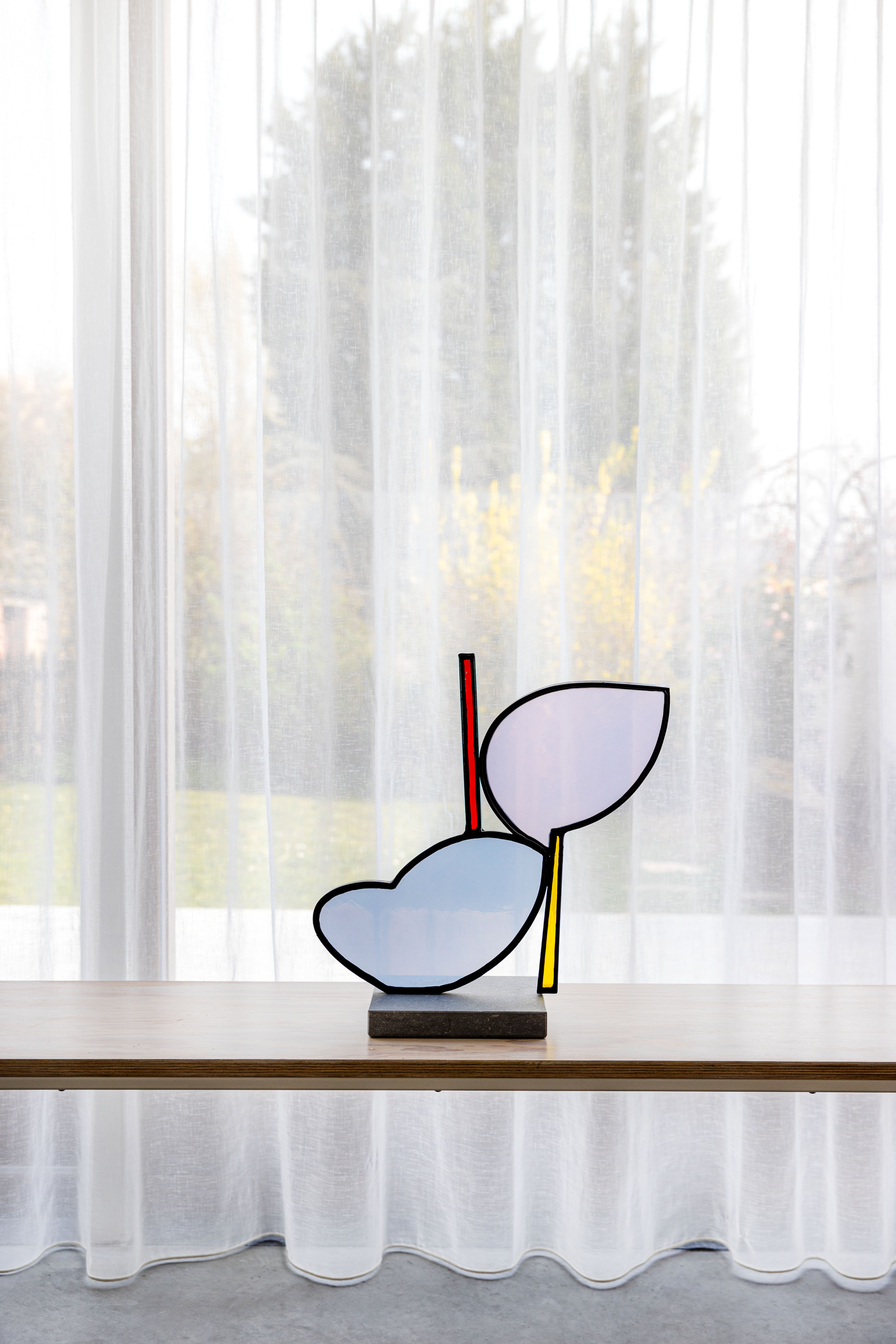
zonnekind en windekind

Jan Leenknegt (22 januari 1950) is een Belgisch kunstenaar die woont en werkt in Ronse.

## Biografie
Jan Leenknegt volgde lessen aan de Academies van Deinze, Antwerpen, Mechelen en Oudenaarde. Hij maakte er etsen, schilderijen, aquarellen en pastels. De leerschool die hem echter het meest gevormd heeft in zijn leven als kunstenaar is de opleiding in het atelier van zijn vader. Tot diens overlijden werkte Leenknegt samen met zijn vader, Michiel Leenknegt, aan de realisatie van glasramen voor kerken, openbare gebouwen en particulieren. 
In 1971 trouwde Jan Leenknegt met Danielle Van Hooydonk. Zes jaar later werd hun dochter Elisabeth geboren. Toen er in 1979 een oud fabriekspand in Ronse te koop kwam, vormden Jan en Danielle dit pand om tot een woonhuis en atelier. Dit atelier, “De Oude Ververij”, werd officieel geopend in 1987. Dit is tevens het geboortejaar van zoon Bregt.
In 2003 kochten Jan en Danielle “De Zeepfabriek”, een oude zout- en zeepziederij in Ronse, die ze omvormden tot atelier met twee loftwoningen.
Vanaf 1975 tot 2003 gaf Leenknegt les aan de Koninklijke academie van Oudenaarde en ACA Ronse.
Heden ten dage maakt Jan Leenknegt nog steeds glassculpturen in zijn thuisbasis in Ronse. Terwijl Jan het ontwerp maakt en het glas vormt, verzorgt Danielle het smeedwerk waar het glas wordt ingepast. Om het ambacht onder de knie te krijgen, ging Danielle jaren in de leer bij een smid.
“Eigenlijk heb ik maar één wens: de kunstenaar blijven die ik wil zijn. Iemand die voorwerpen creëert waar de mensheid niet om vraagt, maar de wereld wel nood aan heeft. Zo tracht ik met mijn glassculpturen het ultieme punt te bereiken waarop ze zowel poëzie als muziek worden. Met kunst ben ik vierentwintig uren per dag bezig. Zelfs in mijn slaap. Ik droom zelfs in kleuren. En als ik wakker word, houdt die droom niet op. Nooit vraag ik me af wat ik op een dag ga tekenen of ontwerpen. Het is bijna een ritueel geworden: met papier, kleurpotloden en waterverf aan mijn tafel in ‘’t klein salonneke’ gaan zitten tot er vormen verschijnen die ik inkleur. Vormen die uiteindelijk resulteren in een tekening of een ontwerp. Het ontwerpen gebeurt écht vanuit mijn buikgevoel. Soms ben ik ernstig, een andere keer ludiek. Lijnenspel en kleurgebruik zijn voor mij uiterst belangrijk. Mijn voorkeur gaat uit naar zachte ronde vormen. Op die manier worden mijn abstracte tekeningen figuratief en krijgt mijn figuratief werk een abstract karakter. De realisatie van mijn glassculpturen daarentegen is louter een rationeel gebeuren.”

## Tentoonstellingen en projecten

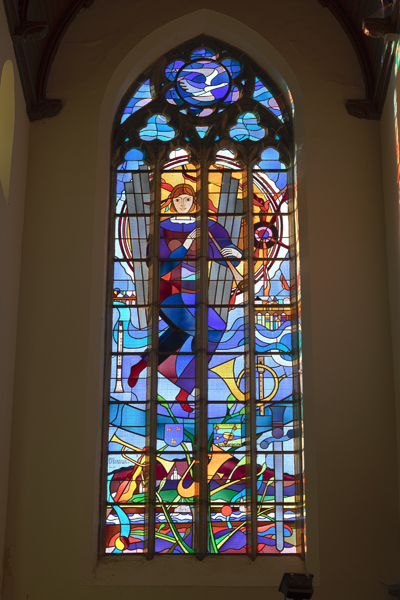
Raam, Onze-Lieve-Vrouw-van-de-berg-Karmelkerk (Berchem)

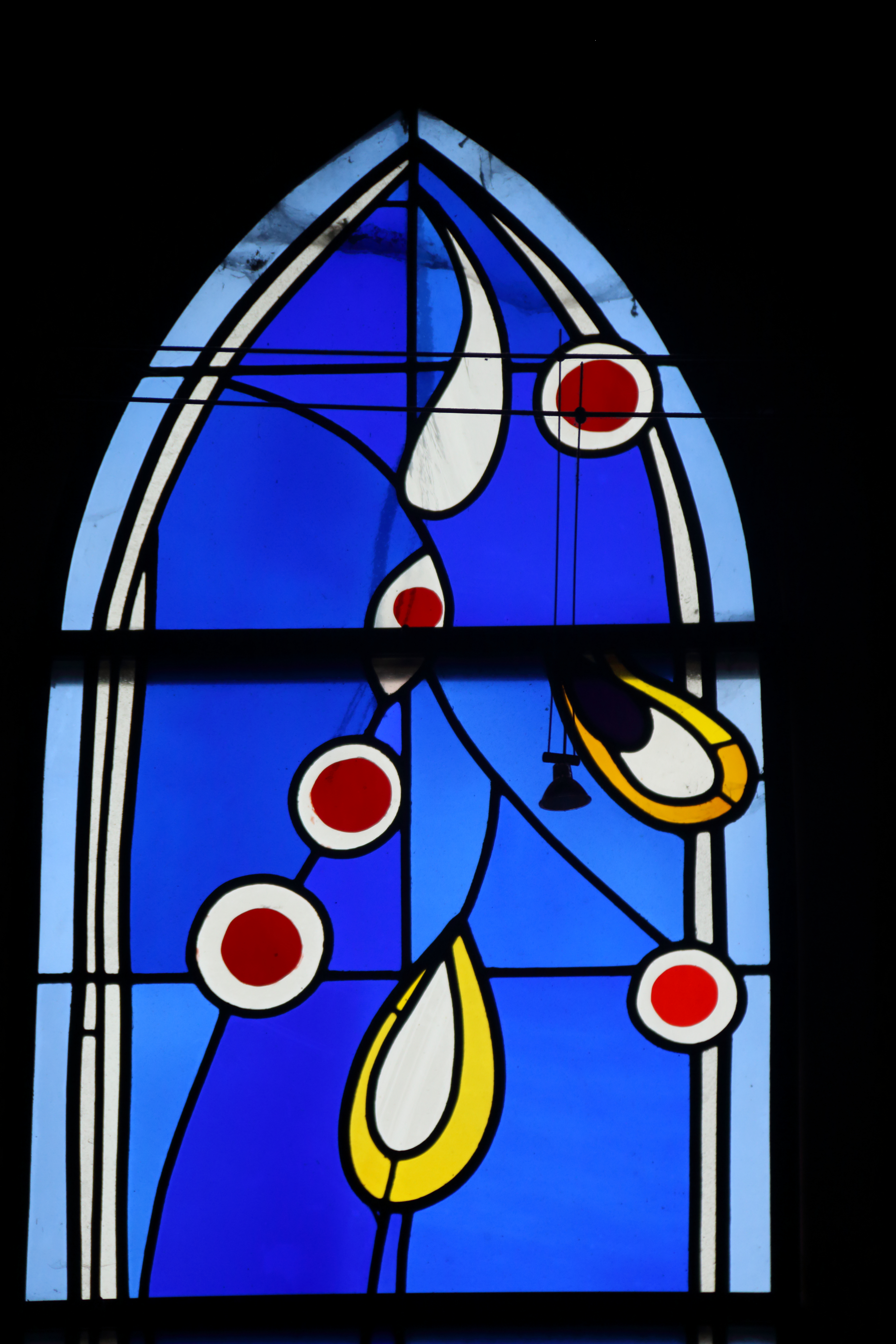
Raam, Congregatiekapel Zottegem

In 1971 exposeerde Jan Leenknegt voor het eerst in het centrum voor kunstambachten Elisabeth de Saedeleer te Etikhove. Tussen 1971 en 1985 stelde hij tentoon met etsen, schilderijen, pastels en aquarellen in binnen- en buitenland.
Tijdens de opendeurdagen van atelier Leenknegt kwam in 2004 de eerste editie van expo “Jong Bloed” tot stand. Dit is een design expo georganiseerd door Jan, Danielle en dochter Elisabeth waarbij jong creatief talent jaarlijks de kans krijgt om hun product tentoon te stellen en aan te bieden aan het ruime publiek.

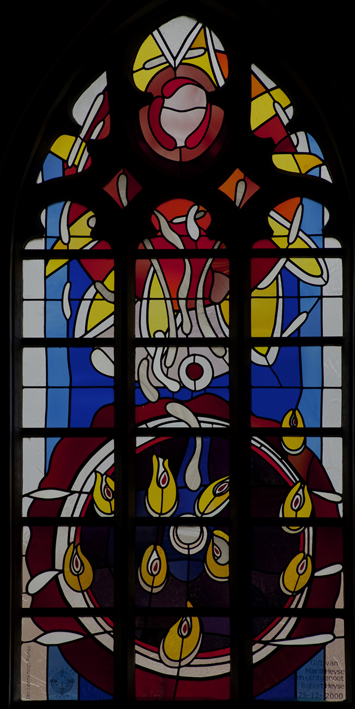
Raam voor de Sint-Bavokerk (Zingem)

- 1989 Eerste expo van glassculpturen in eigen woonst en atelier
- 1992 Glaskunstenaars in CC De Ploter te Ternat
- 1992 Tweejaarlijkse SOLO-expo in Galeries Beukenhof, Kluisbergen: 1994, 1995, 1997, 1999, 2001, 2003, 2005, 2007
- 1995 Chateau des Comtes de Marchin, Hoei, 9de editie “Couleurs de Val Mosan”
- 1995 Glaskunstenaars in CC Strombeek-Bever, “Vorsight! Glaskunst”
- 1996 Expo “Ars Sacra” te Torhout
- 1996 “Free Art Fair” Keizershalle te Aalst
- 1996 Kunstbeurs Lineart te Gent, 1997, 1998, 1999, 2000, 2002, 2007, 2009: eigen stand selectie “Belgium Calling” courtesy Gallery A.C.I.B. Aardenburg
- 1997 Individuele expo, Galerie Panipath, Rotterdam, Delfshaven
- 1998 Kleine retrospectieve 1988-99 Galerie William Wauters, Oosteeklo
- 1998 Galerie Groot Begijhof te Mechelen, Galerie Kunsthuis Tijdeloos te Lokeren
- 1998 Groepsexpo in “CC De Ster” te Ichtegem
- 1998 Beeldentuin Maya Wildevuur te Hooghalen, NL
- 1999 Duo expo laureaten wedstrijd ontwerp kunstwerk nieuwbouw Studio Gaselwest te Kortrijk
- 2000 Individuele expo Galerie Van Meenen, Harelbeke
- 2000 Beeldentuin Galerie Kaufmann (DE)
- 2000 Groepsexpo conventsgebouw en tuin, “Kunst in de Troost” Vilvoorde
- 2001 Individuele expo Galerie P. Breughel te Venlo
- 2001 Groepsexpo “Glasobjecten” stadhuis Terneuzen
- 2002 Individuele expo in Galerie Fardel, Le Touquet (FR)
- 2002 Machelen aan de Leie “Een dorp vol poëzie”, St. Corneluskerk
- 2004 Duo expo met dochter Elisabeth “Het ontwaken in de vroege ochtend”, André Demedtshuis te St Baafs-Vijve
- 2005 Individuele expo in CC Casino te Beringen “Monumentale stilte in kleur”
- 2005 Duo expo in Museum ONA “Villa Des Arts”, museum van koning van Marokko
- 2007 Openingsexpo nieuw Museum ONA te Rabat
- 2007 Duo expo met dochter Elisabeth in CC Coloma te St Pieters-Leeuw
- 2007 Duo expo met Miklos Jokobovits in Sibiu nav Sibiu Kulturele Hoofdstad van Europa
- 2007 Groepsexpo “De Nieuwe Leie” te Ronse
- 2007 Beeldentuin “Beelden in Gees” (NL)
- 2007 Deelname zomerhappening Nationale Plantentuin Meise
- 2008 Individuele expo CC De Brouwerij te Ronse, gedichtendag “Muzen in de stad”
- 2008 Duo expo met dochter Elisabeth voor AXA-Art “Belgische Glaskunst, Helmond
- 2009 Groepsexpo “Dit is geen tekstiel” op Biënnale Classica Ouverture Kortrijk
- 2009 Duo expo’s met dochter Elisabeth in “Villa de Olmen”, Galerie Anima te Deinze
- 2009 Duo expo met Harry Dister in Galerie “Hors Chateau” te Luik
- 2009 Groepsexpo “Glass-Be” ledenexpo te As “Rood”.
- 2009 Galerie Ierma te Gavere “Reflections about Art”
- 2010 “Drie generaties in glas” in CC De Spil te Roeselare
- 2010 Duo expo met dochter Elisabeth in stichting André Demedts “Dansend licht in vurige vormen”
- 2010 Galerie Anima te Deinze “Zo is mijn vader”
- 2010 Groepsexpo Drie Rood, stedelijke academie te Waregem.
- 2010 Groepsexpo woonzorgcentrum Zonnebloem Gent “Vogels over de vloer”
- 2010 Internationaal multidisciplinair kunstproject “Oorlog en Vrede” in het Vredesmuseum, IJzertoren te Diksmuide.
- 2010 Groepsexpo in de Protestantse Kerk te Gent “Glaskunst, Breekbare Sacrale Wervels”
- 2011 Beeldentuin Ravensteyn “Mens en dier in Beeld”, Heenvliet (NL)
- 2011 Galerie Delfiform te Zwolle (NL)
- 2011 Expo Corifeo te Brasschaat
- 2011 15e Biënnale van de Hedendaagse Kunst”, Kasteel van Poeke, Rotary Aalter
- 2011 “Vier kunstenaars tonen hun werk”, CC De Abdij te Geraardsbergen
- 2011 Galerie Apart te Gullegem, Galerie Hans Persoon te Veldhoven (NL)
- 2012 Duo expo met dochter Elisabeth, Galerie IDA te Waregem
- 2012 “Huis de Leeuw” in Zulte, met “Nessie & Nessie” op ponton op de oude Leie-arm
- 2012 Eerste expo in “De Zeepfabriek”, atelier dochter Elisabeth te Ronse
- 2012 Individuele expo in “Verdesign” te Gent
- 2012 Deelname “Internationale Glaskunst”, internationale glasbeurs te Haacht
- 2012 organisatie Kunst en Cultuur te Destelbergen “Garden 5”
- 2013 Duo expo met dochter Elisabeth “Fine new art collection” in Galerij Hangar te Mechelen
- 2013 Groepsexpo “Kunst Omhulst”, Villa 99 te Ronse
- 2013 Beeldentuinen: “Art Sanctuary” te Jodoigne, “Jardin d’Amis” te Hamme
- 2013 Beeldentuin in Kasteel Bagatelle te Arc-Wattripont
- 2013 Designer expo Jong Bloed met openingsoptreden van Leonie Gijsels en zussen
- 2014 Individuele expo “Kunst auf der Insel”, eiland in het Vierwoudstedenmeer te Schwanau (CH)
- 2014 Tentoonstelling met Nina Westman (SE) in Galerie Leenknegt te Gent
- 2014 Designer expo Jong Bloed met optreden van “Nele Needs a Holliday”
- 2015 Pop-Up galerie en Elisa Lee shop in kerkgebouw “De Passage” te Ronse
- 2015 “Leenknegt Ontvouwen”, grote “3 generatie-expo” in CC De Ververij te Ronse
- 2015 Groepsexpo kunstenaarswoningen & ateliers “Collectievissen”, Provinciaal Erfgoedcentrum te Ename
- 2015 Groepsexpo “Het Middelpunt”, plein van Opdorp (2017, 2019)
- 2015 “Pas à Pas” te Louveigne (2016, 2017, 2018)
- 2015 “Dichterlijke beelden”, Arboretum te Kapelle
- 2015 “Zomer te Ichtegem” te Westkerke
- 2015 “De Pruimengaard” zomeropeninbg te Duurstede (NL)
- 2015 “Langs wegen van Licht”, klooster van de karmelieten te Gent
- 2015 Galerie Apart te Gullegem
- 2015 “Cross focus”, Galerie Delfiform te Zwolle
- 2015 Designer expo Jong Bloed met openingsoptreden van Noémie Wolfs
- 2016 Individuele expo in CC De Wattenfabriek te Herzele
- 2016 Gentse Feesten inb het Augustijnenklooster te Gent
- 2016 Deelname Kunstbeurs in het Klokgebouw te Eindhoven (NL)
- 2016 “Glas à neuf” in het Kasteel Hof ter Linden te Edegem
- 2016 “Glassssssss” in de Kazematten te Menen
- 2016 Galerie Nassau te Antwerpen
- 2016 “De Kunstzomer van Leke” te Leke
- 2016 “De Zomer van Wechel” Hof d’Iteren te Wechelderzande
- 2016 “7x7 tinten vrouw, kunst aan de grens” te Bassevelde
- 2016 Deelname Kunstbeurs in het World Fashion Center te Amsterdam
- 2016 Designer expo “Makercity”
- 2016 Designmuseum Gent in Galerie Leenknegt, Hoogpoort 33 te Gent
- 2016 Designer expo Jong Bloed met optreden van ’t Schoon Vertier
- 2017 Deelname designer/kunstbeurs BAD te Gent
- 2017 “Art Nocturne Knocke” te Knokke-Heist
- 2017 “Open Galleries, Off-space”, circuit met galerijen in Gent
- 2017 Beeldentuinen Ravenstein Heenvliet (NL), “Mia Moreau” te Aardenburg
- 2017 “Cultuurplek” te St. Willebrord (NL)
- 2017 Galerie “Art ‘nPepper” te Sart Lez Spa (2018, 2019)
- 2017 “Kunst & Zwalm 17” kunstroute
- 2017 Galerie Irok (2018, 2019) te Horst (NL)
- 2017 Galerie Delfiform, Zwolle (NL)
- 2017 Internationale expo van glaskunstenaars te Joure en Langweer (NL)
- 2018 Deelname IN/OUT beurs, Flanders Expo te Gent “Inside Art”
- 2018 Groepsexpo “Buren bij Kunstenaars” te Roeselare in ’t magazijn (2019)
- 2018 Beeldentuin “P Groen Art” te Marienheem (NL)
- 2019 Deelname Erfgoeddag, atelier in Ronse
- 2019 Groepsexpo “P Groen Art” te Marienheem (NL)
- 2019 Beeldentuin en binnen in Galerie Ysebaert te Sint-Martens-Latem
- 2019 Multidisciplinaire expo “Art-tic 6” te Terlo, Bellingen
- 2020 Grote individuele expo in MUDEL, museum te Deinze
- 2020 “Glaskunst in kosmisch perspectief”
- 2020 Voorstelling derde kunstboek “Mijn schaduw blijft kleur”

## Onderscheidingen
- 1996 Laureaat “Découverte de l’art Contemporaine” te Val-Saint-Lambert met glassculpturen.
- 1999 Eerste prijs beeldhouwkunst, beeldentuin Hof Ter Heyden, Lichtaard.
- 2014 Officiële naamgeving “Jan Leenknegtboom” door de Inventaris van het Landschappelijk Erfgoed, inventaris Ontroerend Erfgoed Rapport (ID 3104), opwaartse zomerlinde Tenhole, Maarkedal.